# Estadi 5 de Juliol de 1962
L'Estadi 5 de Juliol de 1962 (francès: Stade du 5 Juillet 1962; àrab: ملعب 5 جويلية 1962, Malʿab 5 Juwīliya 1962) és un estadi de futbol de la ciutat d'Alger, Algèria.
L'estadi va ser inaugurat el 1972 i fou la seu principal dels Jocs del Mediterrani de 1975, dels Jocs Panafricans de 1978, dels Jocs Panàrabs de 2004 i dels Jocs Panafricans de 2007. També fou seu de la Copa d'Àfrica de Nacions de 1990 (juntament amb l'Stade 19 Mai 1956 a Annaba).
El rècord d'assistència és de 110.000 espectadors en un partit amistós entre Algèria i Sèrbia el 3 de març de 2010.
No obstant, la capacitat habitual és més reduïda per motius de seguretat. Als Campionats d'Atletisme d'Àfrica de 2000, la capacitat es reduí a 80.200 espectadors i amb la renovació de 2003, la capacitat s'establí en 64.000 espectadors.